# Margherita di Baviera
Margherita di Baviera (1363 – Digione, 23 gennaio 1423 o 1424) è stata contessa consorte di Nevers dal 1385 al 1405 e Duchessa consorte di Borgogna dal 1404 al 1419, e contessa di Borgogna (Franca Contea), Artois e Fiandre dal 1405 al 1419.

## Origine
Margherita, secondo il continuatie IV della Chronologia Johannes de Beke era la figlia quintogenita (femmina terzogenita) del duca di Baviera, conte d'Olanda e Zelanda e conte d'Hainaut, Alberto I e della moglie, Margherita di Brieg, figlia di Ludovico I il Giusto e di sua moglie Agnese di Sagan (sia il matrimonio che la paternità sono confermati dal Scriptores rerum silesiacarum: oder, Sammlung schlesischer ..., Volume 1).
Alberto I era il figlio maschio terzogenito della Contessa di Hainaut e Contessa d'Olanda e di Zelanda, Margherita e del marito, il duca di Baviera, re di Germania e imperatore, Ludovico IV di Wittelsbach, detto il Bavaro: infatti secondo il continuatie III della Chronologia Johannes de Beke era fratello del conte, Guglielmo V, che, secondo il capitolo n° 81a della Chronologia Johannes de Beke Guglielmo era figlio della Contessa di Hainaut e Contessa d'Olanda e di Zelanda, Margherita e del marito, il duca di Baviera, re di Germania e imperatore, Ludovico IV di Wittelsbach, detto il Bavaro, figlio, secondo la Notæ Fuerstenfeldenses de Ducibus Bavariæ, del duca dell'Alta Baviera Ludovico II (il Severo) e di Matilde d'Asburgo.
Ancora secondo il capitolo n° 81a della Chronologia Johannes de Beke Margherita era la figlia femmina primogenita del Conte di Hainaut e conte d'Olanda e di Zelanda, Guglielmo e della moglie Giovanna di Valois (1294-6 aprile 1342), la figlia terzogenita di Carlo di Valois e di Margherita d'Angiò, e come ci ricorda la Chronologia Johannes de Beke, era sorella del futuro re di Francia (1328) Filippo VI.
Tra i suoi fratelli e sorelle si ricordano Guglielmo VI, conte d'Olanda, Giovanni III, conte d'Olanda, Giovanna, regina di Boemia e di Germania, Giovanna Sofia, duchessa d'Austria.

## Biografia
Nel 1357, suo zio, il duca di Baviera, conte d'Olanda e Zelanda e conte d'Hainaut, Guglielmo, iniziò a mostrare i primi segni di squilibrio mentale, per tale ragione, suo padre, Alberto, allora ventiduenne, assunse la reggenza (reggente, o ruwaard in olandese) dell'Olanda e dell'Hainaut, come ci viene confermato dal continuatie III della Chronologia Johannes de Beke. Suo padre, Alberto formalmente non succedette al fratello sino al 1388, approfittando di questo periodo per maritare tutte le sue figlie con nobili e principi dell'Impero.
Durante la reggenza i suoi genitori, Alberto e Margherita maritarono tutte le loro figlie con nobili e principi dell'Impero, tra cui, Giovanna, come ci viene confermato dal Benessii de Weitmil Chronicon Ecclesiæ Pragensis, Liber IV, Scriptores Rerum Bohemicarum, Tomus II, il 17 novembre 1370, sposò Venceslao, re dei Romani, figlio dell'imperatore Carlo IV e della sua terza moglie, Anna di Schweidnitz, come ci conferma il Benessii de Weitmil Chronicon Ecclesiæ Pragensis, Liber IV, Scriptores Rerum Bohemicarum, Tomus II; anche il continuatie IV della Chronologia Johannes de Beke, conferma il matrimonio; mentre Margherita, secondo il Oude Kronik van Brabant, p. 80 (non consultato), nel 1385, a Cambrai sposò Giovanni di Borgogna, conte di Nevers (il loro figlio Filippo III di Borgogna ereditò infine alcuni dei territori di Alberto I), figlio ed erede del duca di Borgogna Filippo II, e della contessa di Borgogna (Franca Contea), Artois e Fiandre, Margherita III di Male, come ci conferma il Iohannis de Thilrode Chronicon 19. Il matrimonio ci viene confermato anche dalla Chronologia Johannes de Bek, continuatie IV, che ci informa che nello stesso periodo del matrimonio di Margherita, suo fratello, Guglielmo sposava la sorella di Giovanni, Margherita (secondo il continuatie III della Chronologia Johannes de Beke Margherita e Guglielmo ebbero una sola figlia, Jacqueline, che venne designata erede di Olanda, Hainaut, Zelanda; ma i suoi possedimenti vennero rivendicati da Filippo il Buono a causa della sua discendenza da Alberto I di Baviera).
Con la morte del suocero Filippo l'Ardito, nel 1404, Giovanni ereditò i titoli e Margherita divenne duchessa consorte; l'anno successivo, con la morte della suocera, Margherita III di Male, Margherita divenne anche contessa consorte di Borgogna (Franca Contea), Artois e Fiandre.
In quel periodo era in corso la guerra dei cent'anni tra Francia e Inghilterra, e suo marito, Giovanni, partecipò alla guerra civile che nel regno di Francia contrappose le fazioni dei Borgognoni, capeggiati da Giovanni e degli Armagnacchi, capeggiati, prima dal fratello di re Carlo VI, Luigi conte d'Orléans, poi dal figlio di Luigi, Carlo conte d'Orléans, assieme al proprio suocero, Bernardo VII conte d'Armagnac.

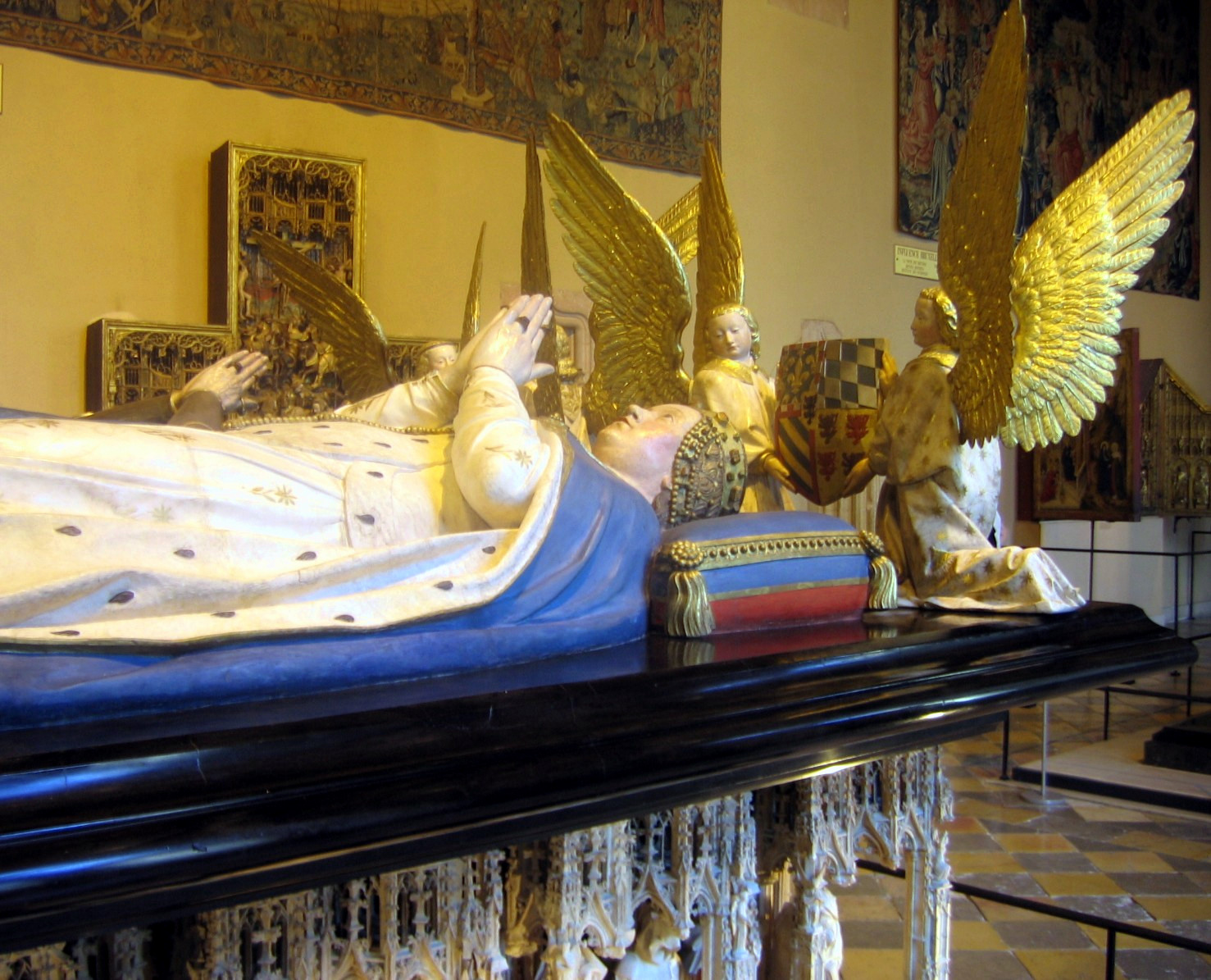
Tomba di Giovanni di Borgogna e Margherita di Baviera (Digione)

Nel 1419, Margherita rimase vedova: la morte di Giovanni fu conseguenza della rivalità cogli Armagnacchi; anche se alla guerra civile era seguito, nel 1418, un riavvicinamento e tra le due parti (ora, dopo la morte di Bernardo VII conte d'Armagnac e la prigionia in Inghilterra di Carlo conte d'Orléans, a capo degli Armagnacchi era, il Delfino di Francia, Carlo), attraverso due incontri si era giunti alla pace (i due, Giovanni ed il delfino, si erano incontrati a luglio, sul ponte di Pouilly, vicino a Melun, ove si ripromisero una pacificazione e, poi a Corbeil, si erano scambiati il bacio della pace) e, per perfezionare l'accordo fu stabilito un ulteriore colloquio a Montereau; Giovanni esitò e ritardò l'incontro, per cui nel campo degli Armagnacchi sorse una certa diffidenza nei confronti di Giovanni e quando finalmente si incontrarono il 10 settembre 1419 sul ponte di Montereau, sia il delfino che il Duca Giovanni si presentarono accompagnato da una piccola scorta, per ciò che riteneva un incontro che avrebbe dovuto sancire una pace definitiva e duratura, invece il colloquio fu aspro e si scambiarono reciproche accuse e la trattativa fallì. Ma mentre il delfino si ritirava, alcuni uomini della sua scorta si avventarono contro Giovanni e lo trafissero più volte con la spada, uccidendolo.
A Giovanni Senza Paura successe il figlio Filippo, detto il Buono. Il corpo di Giovanni fu sepolto a Digione.
Margherita si spense a Digione, qualche anno dopo, il 23 gennaio 1423 o 1424; anche Margherita fu sepolta a Digione.

## Figli
Margherita a Giovanni diede otto figli:
- Caterina (1391 - 1414, Gand)
- Maria (1393 - 30 ottobre 1463, Monterberg Kalkar). Sposò Adolfo I di Kleve. Essi furono i bisnonni di Giovanni III di Kleve, padre di Anna di Clèves che fu la quarta moglie di re Enrico VIII
- Margherita, duchessa di Guyenna (1394 – 2 febbraio 1441, Parigi), sposatasi il 30 agosto 1404 con Luigi, Duca di Guyenna, il Delfino erede di Carlo VI di Francia, quindi il 10 ottobre 1422, in seconde nozze, con Arturo di Richemont, Connestabile di Francia, e futuro Duca di Bretagna
- Filippo, detto il Buono (1396–1467), duca di Borgogna
- Isabella († 18 settembre 1412, Rouvres), sposatasi ad Arras il 22 luglio 1406 con Oliviero di Châtillon-Blois, Conte di Penthièvre e Périgord
- Giovanna (n. 1399, Rouvres), morta giovane
- Anna (1404 - 14 novembre 1432, Parigi), sposò Giovanni Plantageneto, I duca di Bedford
- Agnese (1407 – 1º dicembre 1476, castello di Moulins), sposò Carlo I di Borbone

## Antenati
|                          |                         |                                  | Genitori                         |  |  | Nonni |  |  | Bisnonni                   |  |  | Trisnonni            |  |
|                          |                         |                                  |                                  |  |  |       |  |  | Ludovico II del Palatinato |  |  | Ottone II di Baviera |  |
|                          |                         |                                  |                                  |  |  |       |  |  | Ludovico II del Palatinato |  |  | Ottone II di Baviera |  |
|                          |                         | Agnese del Palatinato            |                                  |  |  |       |  |  | Ludovico II del Palatinato |  |  |                      |  |
| Ludovico il Bavaro       |                         |                                  |                                  |  |  |       |  |  | Ludovico II del Palatinato |  |  |                      |  |
|                          |                         | Matilde d'Asburgo                | Rodolfo I d'Asburgo              |  |  |       |  |  |                            |  |  |                      |  |
|                          |                         | Matilde d'Asburgo                | Rodolfo I d'Asburgo              |  |  |       |  |  |                            |  |  |                      |  |
|                          |                         | Matilde d'Asburgo                | Gertrude di Hohenberg            |  |  |       |  |  |                            |  |  |                      |  |
| Alberto I di Baviera     |                         | Matilde d'Asburgo                |                                  |  |  |       |  |  |                            |  |  |                      |  |
|                          |                         | Guglielmo I di Hainaut           | Giovanni I di Hainaut            |  |  |       |  |  |                            |  |  |                      |  |
|                          |                         | Guglielmo I di Hainaut           | Giovanni I di Hainaut            |  |  |       |  |  |                            |  |  |                      |  |
|                          |                         | Guglielmo I di Hainaut           | Filippa di Lussemburgo           |  |  |       |  |  |                            |  |  |                      |  |
| Margherita II di Hainaut |                         | Guglielmo I di Hainaut           |                                  |  |  |       |  |  |                            |  |  |                      |  |
|                          |                         | Giovanna di Valois               | Carlo di Valois                  |  |  |       |  |  |                            |  |  |                      |  |
|                          |                         | Giovanna di Valois               | Carlo di Valois                  |  |  |       |  |  |                            |  |  |                      |  |
|                          |                         | Giovanna di Valois               | Margherita d'Angiò               |  |  |       |  |  |                            |  |  |                      |  |
| Margherita di Baviera    |                         | Giovanna di Valois               |                                  |  |  |       |  |  |                            |  |  |                      |  |
|                          | Boleslao III il Prodigo | Enrico V il Grasso               |                                  |  |  |       |  |  |                            |  |  |                      |  |
|                          | Boleslao III il Prodigo | Enrico V il Grasso               |                                  |  |  |       |  |  |                            |  |  |                      |  |
|                          | Boleslao III il Prodigo | Elisabetta di Polonia            |                                  |  |  |       |  |  |                            |  |  |                      |  |
| Ludovico I il Giusto     | Boleslao III il Prodigo |                                  |                                  |  |  |       |  |  |                            |  |  |                      |  |
|                          |                         | Margherita di Boemia             | Venceslao II di Boemia           |  |  |       |  |  |                            |  |  |                      |  |
|                          |                         | Margherita di Boemia             | Venceslao II di Boemia           |  |  |       |  |  |                            |  |  |                      |  |
|                          |                         | Margherita di Boemia             | Guta d'Asburgo                   |  |  |       |  |  |                            |  |  |                      |  |
| Margherita di Brieg      |                         | Margherita di Boemia             |                                  |  |  |       |  |  |                            |  |  |                      |  |
|                          |                         | Enrico IV il Fedele              | Enrico III di Głogów             |  |  |       |  |  |                            |  |  |                      |  |
|                          |                         | Enrico IV il Fedele              | Enrico III di Głogów             |  |  |       |  |  |                            |  |  |                      |  |
|                          |                         | Enrico IV il Fedele              | Matilde di Brunswick-Lüneburg    |  |  |       |  |  |                            |  |  |                      |  |
| Agnese di Sagan          |                         | Enrico IV il Fedele              |                                  |  |  |       |  |  |                            |  |  |                      |  |
|                          |                         | Matilde di Brandeburgo-Salzwedel | Ermanno di Brandeburgo-Salzwedel |  |  |       |  |  |                            |  |  |                      |  |
|                          |                         | Matilde di Brandeburgo-Salzwedel | Ermanno di Brandeburgo-Salzwedel |  |  |       |  |  |                            |  |  |                      |  |
|                          |                         | Matilde di Brandeburgo-Salzwedel | Anna d'Asburgo                   |  |  |       |  |  |                            |  |  |                      |  |
|                          |                         | Matilde di Brandeburgo-Salzwedel |                                  |  |  |       |  |  |                            |  |  |                      |  |

### Fonti primarie
- (LA)  Monumenta Germaniae Historica, Scriptores, tomus XXIV.
- (LA)  Monumenta Germaniae Historica, Scriptores, tomus XXV.
- (LA)  Chronologia Johannes de Bek.
- (LA)  Scriptores rerum silesiacarum: oder, Sammlung schlesischer ..., Volume 1
- (LA)  Chronicon Bohemicum Anonymi, Scriptores Rerum Bohemicarum, Tomus II

### Letteratura storiografica
- W.T. Waugh, "Germania: Carlo IV", cap. X, vol. VI (Declino dell'impero e del papato e sviluppo degli stati nazionali) della Storia del Mondo Medievale, 1999, pp. 401–422.
- A. Coville, "Francia: armagnacchi e borgognoni (1380-1422)", cap. XVII, vol. VI (Declino dell'impero e del papato e sviluppo degli stati nazionali) della Storia del Mondo Medievale, 1980, pp. 642–672.
- Henry Pirenne, "I Paesi Bassi", cap. XII, vol. VII (L'autunno del Medioevo e la nascita del mondo moderno) della Storia del Mondo Medievale, 1999, pp. 411–444.
- Bayley, Francis, The Bailleuls of Flanders and the Bayleys of Willow Hall, (Spottiswoode & Co.:London, 1881)